# ハインツ・フライ
ハインツ・フライ（ドイツ語: Heinz Frei ,1958年1月28日- ）は、スイスの車いす陸上競技選手、パラサイクリング（ハンドサイクル）選手、クロスカントリースキー（シットスキー）選手。特に車いす陸上競技での長い経歴で知られ、ロンドンマラソン（車椅子の部）では3度優勝しており、2003年に45歳で参加した世界陸上パリ大会では5個のメダルの獲得している。

## 人物
1958年にスイスに生まれる。1978年に山岳事故において対麻痺となり、1980年から障害者スポーツを開始した。

## 競技成績
パラリンピックにおいては、夏季と冬季合わせて15個の金メダルを獲得している。夏季パラリンピックには、1984年のニューヨーク・ストークマンデビル大会から2021年の東京大会までの全ての大会に参加している。冬季パラリンピックには、1984年～2006年にシットスキーのクロスカントリー競技に参加しており、1994年のリレハンメル大会では、バイアスロン競技にも参加している。
大分国際車いすマラソンでは、1990年の第10回大会で初優勝し、第13回大会から第22回大会までの10連勝を含む計14回の優勝をしている。1999年の第19回大会で達成した世界記録（1時間20分14秒）は、2021年に同国人のマルセル・フグが1時間17分47秒の記録を樹立するまで22年間更新されなかった。
なお、ロードレース競技は続けるものの、2009年8月28日を最後にトラック競技からは引退することを表明している。2016年のリオデジャネイロ大会後には、同大会が最後のパラリンピックへの出場となるだろうと述べているが、2021年の東京大会にも参加することになった。